# Dr. Feelgood (Lied)
Dr. Feelgood ist ein Lied der US-amerikanischen Glam-Metal-Band Mötley Crüe aus ihrem  gleichnamigen fünften Studioalbum. Der Song wurde daraus als erste Single vorab am 28. August 1989 ausgekoppelt.

## Hintergrund
Es handelt sich um einen Midtempo-Hard-Rock- bzw. Glam-Metal-Song mit einem treibenden Schlagzeugbeat. Auf dem Album ist der Song der zweite Titel und geht direkt aus dem 42 Sekunden langen Intro T.n.T. (Terror ’n Tinseltown) (zu deutsch etwa: Terror in Hintertupfingen), das eine Soundcollage aus Funksprüchen aus dem Polizeifunk und anderen bedrohlich wirkenden Gitarrensounds und Geräuschen ist, in diesen Song über. Nikki Sixx schrieb Dr. Feelgood gemeinsam mit Mick Mars. Der Song handelt von einem Drogendealer namens Jimmy, er verkauft in Hollywood unter anderem Drogen an Mexikaner. Im Songtext heißt es: „He’s the one they call Dr. Feelgood / He’s the one that makes ya feel alright / He’s the one they call Dr. Feelgood / He’s gonna be your Frankenstein“. Jimmy wird somit als zwielichtige, von einigen auch als „böse“ bezeichnete Figur geschildert, dessen Treiben aber von der Polizei ignoriert wird.
Der Background-Chor bestand aus Mark La France, David Steele, Emi Canyn, Donna McDaniel, Vince Neil, Bob Rock, Tommy Lee und Nikki Sixx. Die „dämonische Stimme“ stammt von Mick Mars.

## Musikvideo
Das Video wurde unter der Regie von Wayne Isham gedreht und beginnt und endet mit einer Kamerafahrt in bzw. aus einem Zelt in der Wüste. Es unterstreicht die Geschichte von Jimmy, der es am Ende offenbar zu Reichtum gebracht hat. Allerdings taucht schließlich die Polizei vor seiner Villa auf, in der er an einem großen Schreibtisch sitzt, die dann aber um ihn herum zusammenbricht und in Flammen aufgeht. Der Clip wurde bei YouTube über 20 Millionen Mal abgerufen.

## Charts und Auszeichnungen
Dr. Feelgood erreichte in den Vereinigten Staaten Rang sechs der Billboard Hot 100 – womit es die höchstplatzierte Single der Band überhaupt ist –, im Vereinigten Königreich Platz 50 der Charts sowie in Australien Platz 26 und in Neuseeland Platz elf. Er ist mit über 500.000 verkauften Exemplaren die einzige Single der Gruppe, die je eine Goldene Schallplatte bekam.

## Weitere Verwendung
Der Song erschien auch auf der Kompilation Decade of Decadence ’81–’91. 2006 erschien eine Liveversion als Promo-Single. Die amerikanische Hip-Hop-Gruppe 2 Live Crew veröffentlichte eine Version für den Soundtrack des Spielfilms Hangin’ with the Homeboys. In dem Fantasy-Film Highlander III – Die Legende von 1994 ist eine Instrumentalversion des Songs zu hören, als es zum finalen Schwertkampf zwischen den beiden Hauptfiguren Connor MacLeod und Kane kommt. The Mavericks veröffentlichten 2014 ebenfalls eine Coverversion.